# Драшкова Поляна
Дра́шкова Поля́на (болг. Драшкова поляна) — село в Ловецькій області Болгарії. Входить до складу общини Априлці.

## Населення
За даними перепису населення 2011 року у селі проживали 86 осіб, з них 85 осіб (98,8%) — болгари.
Розподіл населення за віком у 2011 році:
Динаміка населення: